# Petra de Bruin
Petra de Bruin (Nieuwkoop, 22 de febrero de 1962) es una deportista neerlandesa que compitió en ciclismo en las modalidades de pista y ruta.
Ganó una medalla de oro en el Campeonato Mundial de Ciclismo en Ruta de 1979, en la prueba de ruta.
En pista obtuvo una medalla de bronce en el Campeonato Mundial de Ciclismo en Pista de 1980, en la prueba de persecución individual.

## Medallero internacional

### Ciclismo en ruta
| Campeonato Mundial | Campeonato Mundial        | Campeonato Mundial | Campeonato Mundial |
| Año                | Lugar                     | Medalla            | Competición        |
| ------------------ | ------------------------- | ------------------ | ------------------ |
| 1979               | Valkenburg (Países Bajos) | Medalla de oro     | Ruta               |

### Ciclismo en pista
| Campeonato Mundial | Campeonato Mundial | Campeonato Mundial | Campeonato Mundial     |
| Año                | Lugar              | Medalla            | Competición            |
| ------------------ | ------------------ | ------------------ | ---------------------- |
| 1980               | Besanzón (Francia) | Medalla de bronce  | Persecución individual |